# Pinocanfone
Il pinocanfone, o pinocanfene, è un gruppo di composti chimici di origine naturale soprattutto presente nell'olio di issopo. Chimicamente è un monoterpene biciclico contenente un gruppo chetonico.

## Estrazione di origine naturale
Il Pinocanfone ed i composti strutturalmente simili rappresentano fino al 70% dell'olio di issopo. Tra questi generalmente dal 7 al 25% in 1-pinocanfone, dal 16 al 22% in isopinocanfone, 10 al 23% pinocarvone e dal 7 al 11% pinene. Pinocanfone e isopinocanfone sono ritenuti responsabili degli effetti tossici dell'olio di issopo. Si verificano anche in altri prodotti naturali come il laudano. Poiché il pinocanfone è cancerogeno, negli Stati Uniti è vietato l'uso di olio di issopo come fragranza.

## Sintesi e reattività chimica
Il Pinocanfone fu ottenuto sinteticamente per la prima volta nel 1892 da Otto Wallach mediante riduzione delle nitrosopine con zinco in una soluzione di acido acetico, confermato nel 1908 da Schimmel.
Il composto può anche essere ottenuto per termolisi di α-pinene epossido in alcol isopropilico in assenza di acqua.